# Monts Titiwangsa

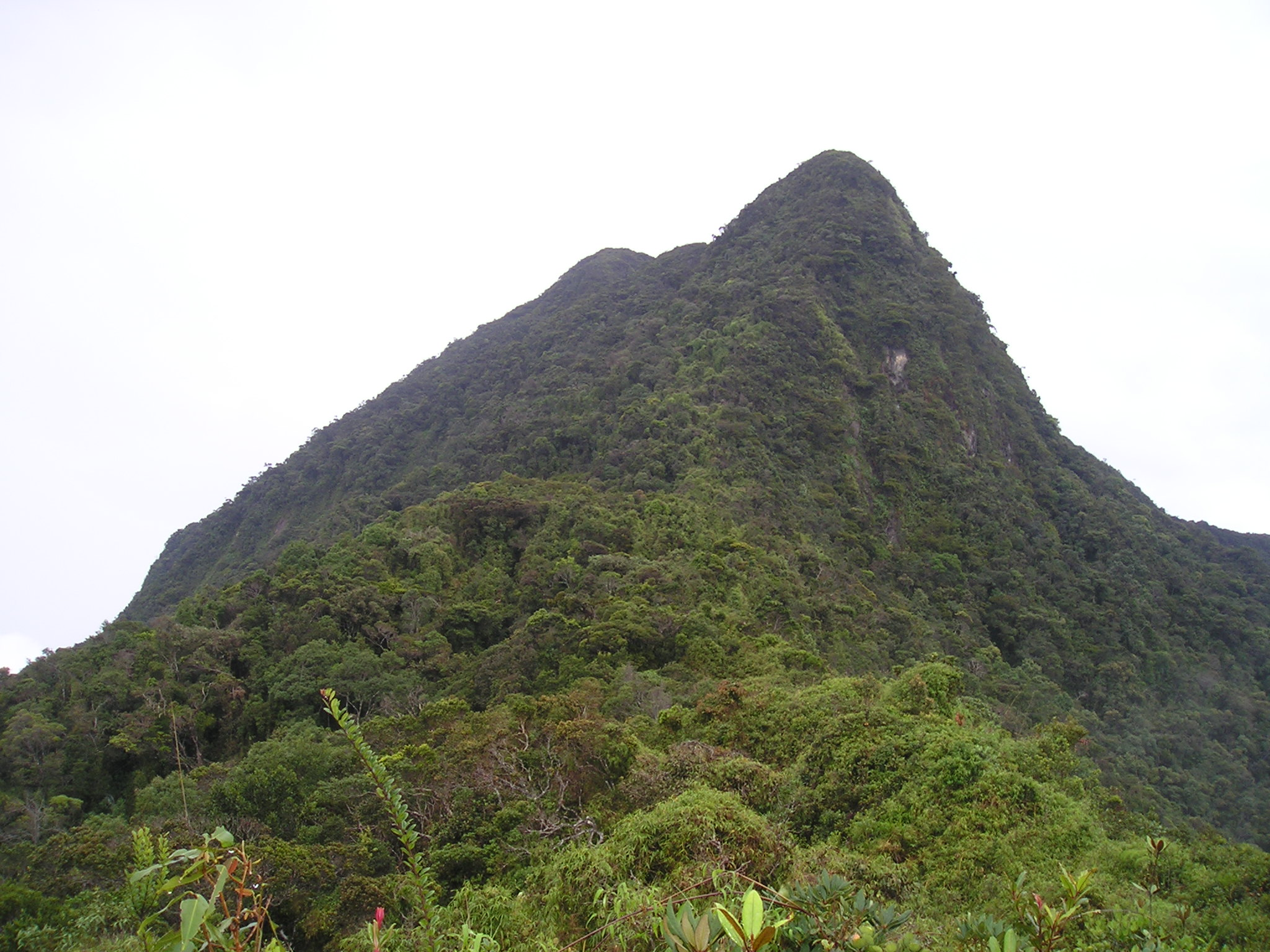
Mont Korbu

Les monts Titiwangsa (en malais : Banjaran Titiwangsa / بنجرن تيتيوڠسا / API : [ˈband͡ʒaˈran titiwaŋˈsa]), aussi appelés localement Banjaran Besar (littéralement « chaîne principale » ou « chaîne centrale ») et connus dans l'extrême Sud de la Thaïlande sous le nom de monts Sankalakhiri (en thaï : ทิวเขาสันกาลาคีรี / API : [tʰīw kʰǎw sǎn.kāːlāːkʰīːrīː]), sont une chaîne de montagnes de Malaisie péninsulaire et du Sud de la Thaïlande.

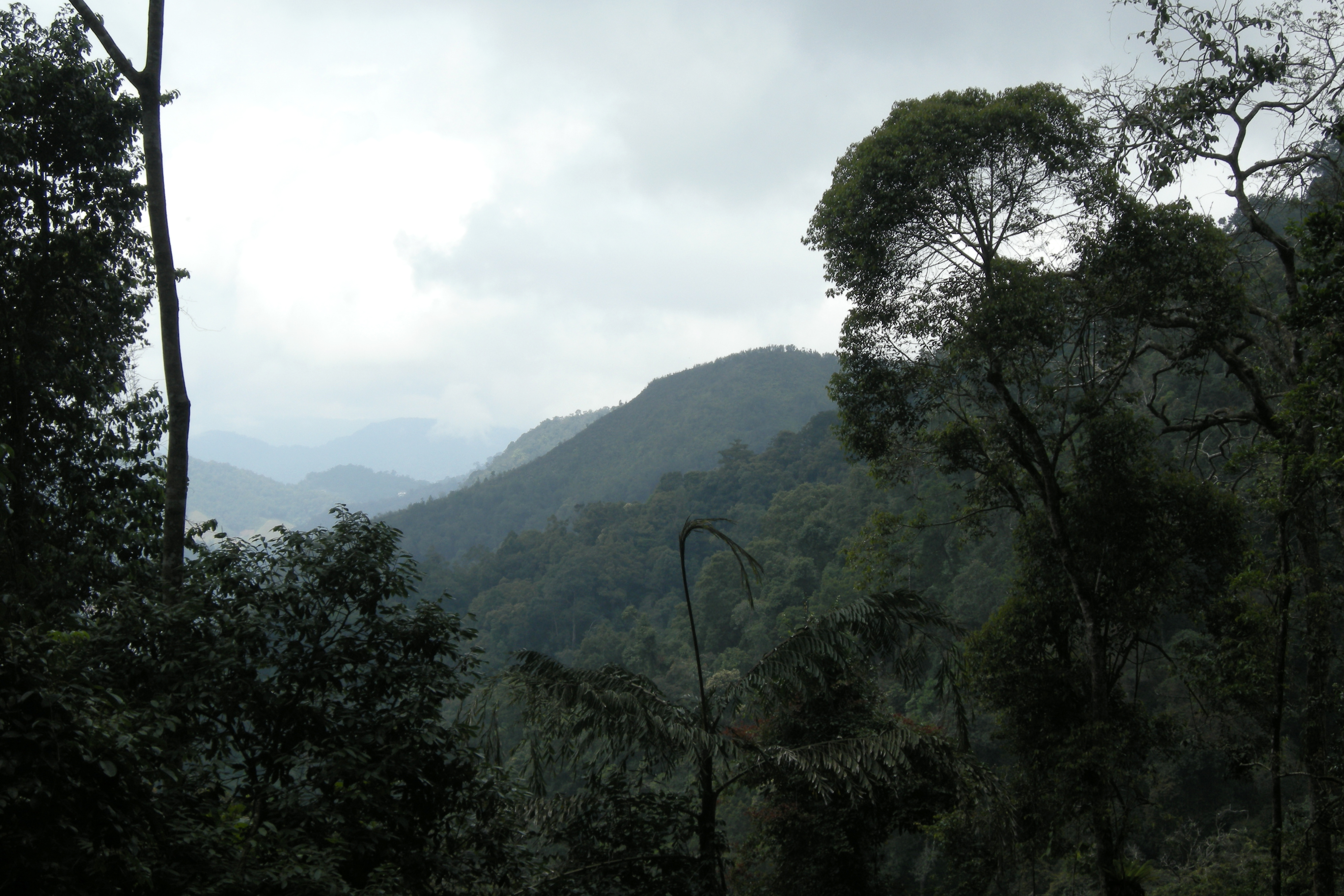
Vue des monts Titiwangsa.

## Aires protégés des monts Sankalakhiri en Thaïlande
- Parc national de San Kala Khiri
- Parc national de Budo-Su-ngai Padi
- Parc national de Namtok Sai Khao
- Sanctuaire de faune de Hala Bala

## Aires protégés des monts Titiwangsa
- Parc national de Gunung Stong (Gunung Stong State Park)
- Belum-Temenggor (Royal Belum State Park)
- Parc national de Taman Negara
- Réserve de faune de Krau